# Souvenirs (Dan Fogelberg)
Souvenirs is het tweede studioalbum van de Amerikaanse singer-songwriter Dan Fogelberg. De oorspronkelijke elpee kwam uit in 1974. Het album is opgenomen in de Record Plant Studio en de Elektra Studio 4 te Los Angeles. Alhoewel toen nog vrijwel onbekend in Nederland speelde een keur van Amerikaanse artiesten mee. Dit was gevolg van het feit dat Fogelberg zelf nog studiomusicus was en bij meerdere artiesten op opnamen mee speelde.
De binnenhoes werd geschilderd door Fogelberg zelf en bevat elementen uit de lijst van songs zoals een paardenschedel voor Changing horses en een raaf voor As the raven flies.

## Musici
- Dan Fogelberg – zang, orgel, synthesizer, gitaar, piano, elektrische gitaar, keyboards, vibrafoon
- Joe Walsh - gitaar, elektrische gitaar, twaalfsnarige gitaar, arp basgitaar, achtergrondzang,
- Kenny Passarelli - basgitaar, sousafoon
- Russ Kunkel (bekend studioslagwerker)- slagwerk

met
- Graham Nash - zang (1)
- Joe Lala - conga, timbales (1), (4)
- Al Perkins - pedal steel, steel gitaar (2), (4)
- Don Henley (The Eagles) – zang en slagwerk (4) (10)
- Jimmie Haskell – accordeon; leider strijkkwartet (5)
- Brian Garafalo - basgitaar (6), (9)
- Paul Harris – strijkersarrangement (6), piano (9)
- Glenn Frey (The Eagles) – zang (10)
- Gerry Beckley (America) - akoestische gitaar (11)

en een koortje verzorgd door Don Henley, Glenn Frey, Randy Meisner (The Eagles), Jody Boyer en Marie Ouhrabka.
Joe Walsh zou later (nog) meer roem vergaren als gitarist van The Eagles, maar maakte er toen nog geen deel van uit.

## Track listing
Allen van Dan Fogelberg
1. "Part of the Plan" – 3:18
2. "Illinois" – 4:15
3. "Changing Horses" – 2:36
4. "Better Change" – 3:10
5. "Souvenirs" – 4:33
6. "The Long Way" – 3:50
7. "As the Raven Flies" – 4:30
8. "Song from Half Mountain" – 2:55
9. "Morning Sky" – 2:49
10. "(Someone's Been) Telling You Stories" – 5:32
11. "There's a Place in the World for a Gambler" – 5:42

In de Verenigde Staten werd Part of the plan als single uitgebracht, dat tot nummer 38 in de hitlijsten haalde. Onbekend is of de single in Nederland is uitgebracht.